# Doppelheim für deutsche Erzieherinnen und deutsche Mädchen in Paris
Das Doppelheim für deutsche Erzieherinnen und deutsche Mädchen in Paris war eine evangelische Fürsorgeeinrichtung für in Frankreich tätige deutsche Frauen, insbesondere Erzieherinnen bzw. Lehrerinnen und Dienstmädchen (bonnes). Es wurde 1886 in Paris eröffnet und wurde 1901 in zwei Einrichtungen umbenannt: das Deutsche Lehrerinnenheim zu Paris und das Deutsche Mädchenheim zu Paris. Im Zuge des Ausbruchs des Ersten Weltkriegs und der Ausweisung der Deutschen aus Paris Anfang August 1914 wurde das Heim geschlossen. Das Heim gehörte zur Struktur der deutschen evangelischen Gemeinden Augsburger Konfession in Paris und war ein Teil ihrer sozialen und religiösen Arbeit.

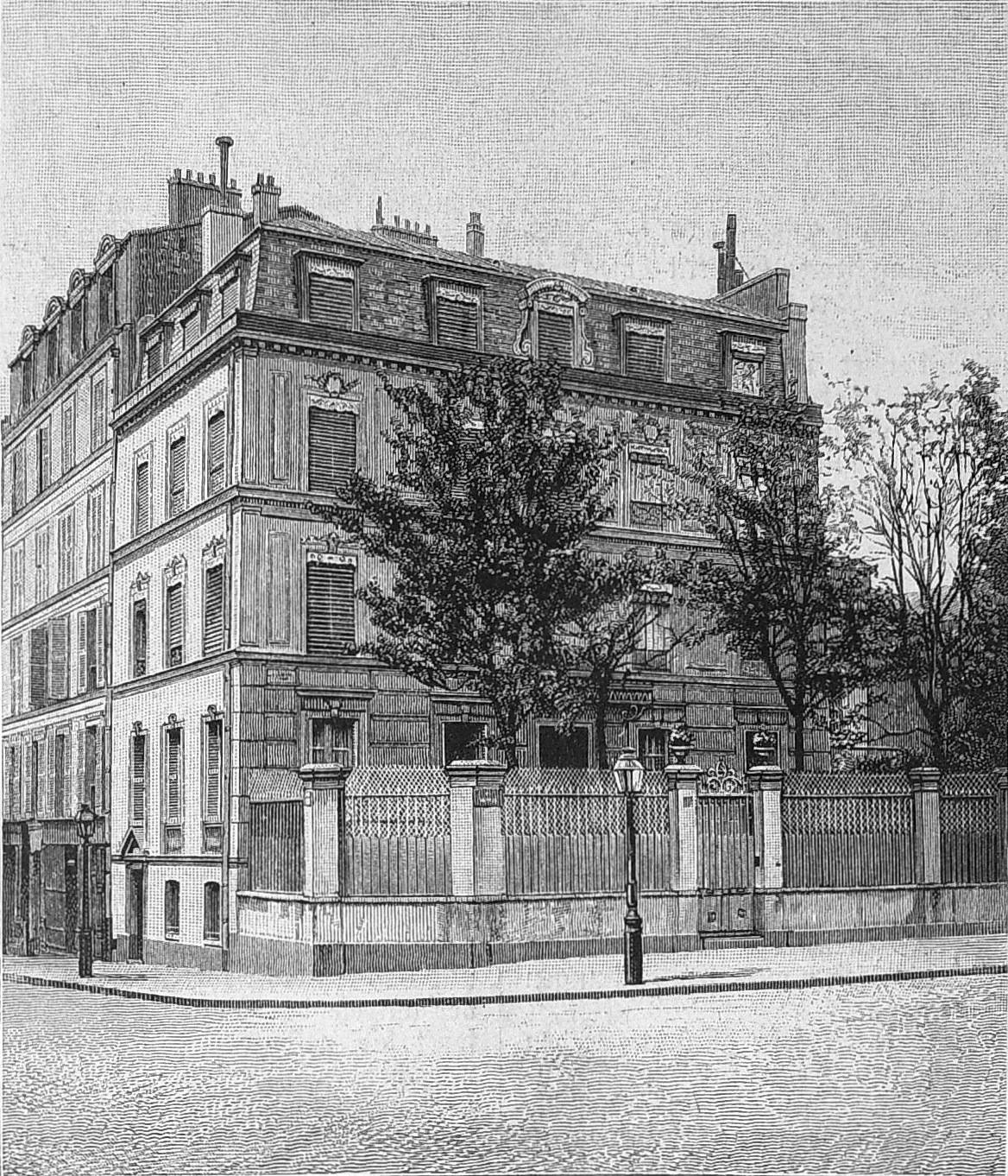
Das „Heim“ für deutsche Erzieherinnen und Dienstmädchen in Paris, in: Die Gartenlaube, 1886, Heft 48, S. 845 1

## Vorgeschichte
Bereits am 18. April 1869 wurde in der 114, Faubourg Poissonnière eine erste evangelische Mägdeherberge eröffnet. Diese sollte deutschsprachigen Dienstmädchen in Paris Unterkunft und geistliche Betreuung bieten. Sie war in einer Mietwohnung untergebracht und wurde von einer Diakonisse geführt. Vermutlich musste die Einrichtung infolge des Deutsch-Französischen Krieges 1870/71 und der Ausweisung deutscher Staatsangehöriger aus Paris wieder schließen.

## Gründung des Doppelheims
Das eigentliche Doppelheim wurde 1885 gegründet und im Jahr 1886 eröffnet. Es entstand unter dem Protektorat von Victoria von Großbritannien, der Ehefrau des späteren Kaisers Friedrich III. Die Finanzierung des Hauskaufs ermöglichte u. a. eine Stiftung des Chemnitzer Kaufmanns Carl Theunert, der ausdrücklich bestimmte, dass sich das Stiftungsvermögen stets auf 15.000 Francs belaufen solle.
Ziel des Heims war die soziale, geistliche und teilweise berufliche Unterstützung von alleinstehenden deutschen Frauen, die als Erzieherinnen oder Dienstmädchen in Paris tätig waren – einer prekären, aber weit verbreiteten Migrantinnengruppe.

## Gebäude und Struktur

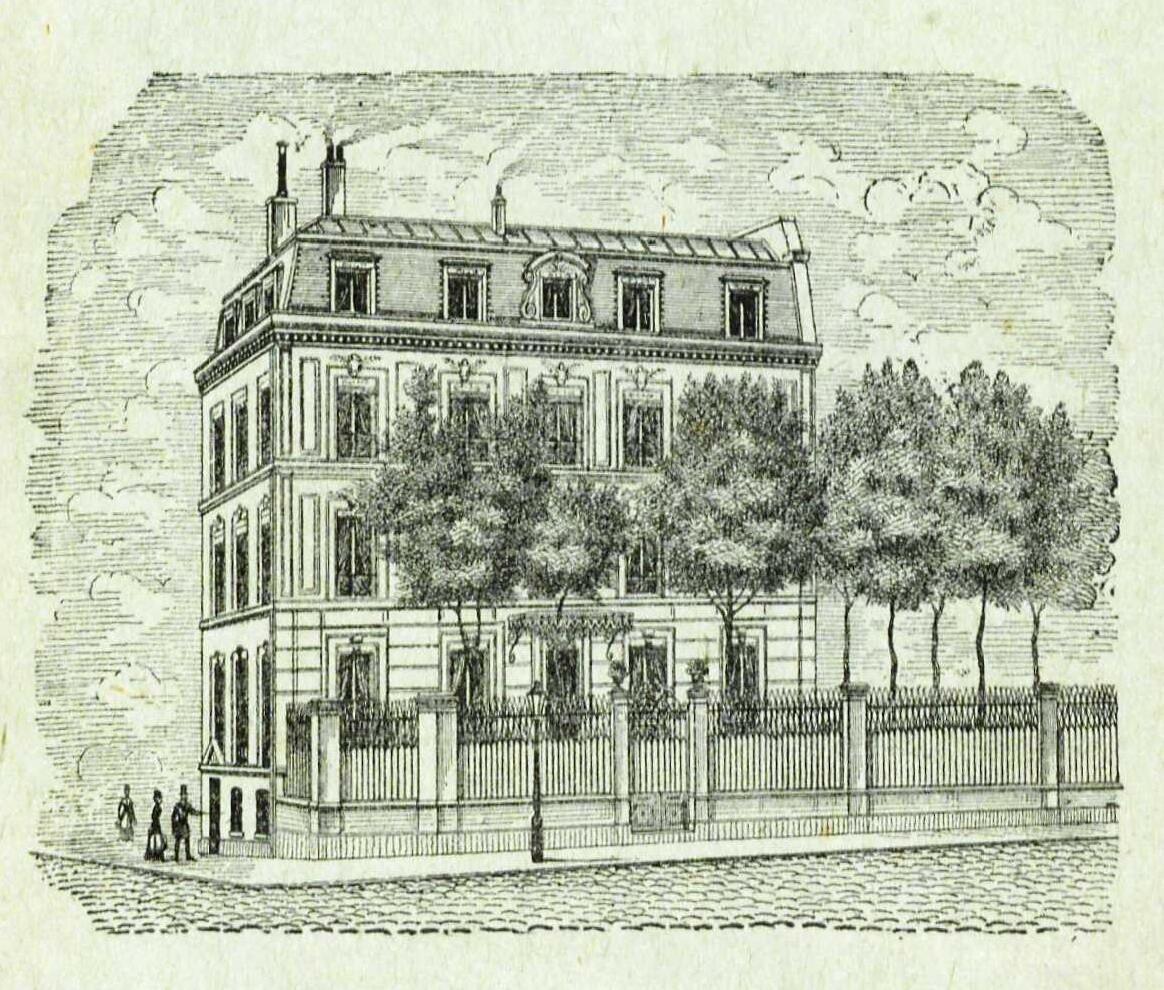
Titelbild: Siebenzehnter Jahresbericht des deutschen Mädchenheims zu Paris, 110, rue Nollet, Paris 1901–1902

Das Heim war in einem Haus untergebracht, hatte aber zwei Eingänge:
- 21, rue Brochant – Wohnbereich für Erzieherinnen
- 110, rue Nollet – Wohnbereich für Dienstmädchen

Die Einrichtungen hatten getrennte Eingänge und Hausordnungen, da insbesondere die Lehrerinnen nicht auf eine Stufe mit den Dienstmädchen gestellt werden wollten. Die jungen Frauen erhielten kostengünstige Unterkunft, Vermittlung in Arbeitsstellen und geistliche Begleitung. Das Heim bot insbesondere dann Schutz, wenn eine junge Frau arbeitslos geworden war. Im Jahr 1903 verfügte das Mädchenheim über 25 Betten in acht Zimmern. Übernachtung und Vollpension kostete 16 Francs in der Woche. Wenn die jungen Frauen im Haushalt des Heims mithalfen, reduzierten sich die Kosten auf 11 Francs.

## Trägerschaft und Verwaltung

Schwester Anna von Rosen (links), von 1890 bis 1899 Leiterin des Deutschen Erzieherinnenheims zu Paris.

Träger war der Verein „Erzieherinnen und Mädchenheim in Paris“, der Teil des Werks der deutschen evangelischen Gemeinden Augsburger Konfession war. Den Vorsitz des Gesamtvorstands hatte der jeweilige Pastor der evangelischen Christuskirche in der Rue Blanche in Paris inne. Der Gesamtvorstand wählte einen Verwaltungsrat mit zehn Mitgliedern und einen Aufsichtsrat mit fünf Personen. Die Leitung wurde jeweils einer Diakonisse der Sarepta-Diakonissenanstalt in Bielefeld übertragen, die von einer Haushaltskraft („Hilfe“) unterstützt wurde. Von 1890 bis Mai 1899 hatte Anna von Rosen, eine Johanniterin, die Leitung des Erzieherinnenheims inne.

## Religiöses Leben
Das Heim hatte einen evangelischen Charakter, stand aber auch Frauen anderer Konfessionen und Nationalitäten offen. Es wurden tägliche Morgen- und Abendandachten abgehalten, deren Teilnahme freiwillig war. Die geistliche Begleitung wurde durch die Diakonissen und die deutsch-evangelische Gemeinde sichergestellt.

## Umbenennung 1901
Am 15. Mai 1901 beschloss der Verwaltungsrat auf Drängen der Lehrerinnen das Umbenennen des Doppelheims. Fortan gab es zwei Einrichtungen:
- das Deutsche Lehrerinnenheim zu Paris (21, rue Brochant), zunächst als Deutsches Erzieherinnenheim geführt
- das Deutsche Mädchenheim zu Paris (110, rue Nollet)

Die Umbenennung sollte die Trennung zwischen den ausgebildeten Lehrerinnen und den ungelernten und zumeist aus ärmeren Milieus stammenden Dienstmädchen deutlich machen. Organisatorisch wurden die Heime jedoch nicht getrennt und sie standen nach wie vor unter der Leitung derselben Sarepta-Diakonisse aus Bielefeld.

## Bedeutung und Einordnung
Das Doppelheim war Teil eines transnationalen kirchlich-diakonischen Netzwerks, das insbesondere deutsche Migrantinnen in städtischen Zentren unterstützte. Es verband soziale Kontrolle mit Fürsorge und bot Frauen eine der wenigen strukturierten Zufluchtsmöglichkeiten im Ausland. Durch die Verbindung von Religion, Nationalbewusstsein und Sozialarbeit lässt sich das Heim auch als Ausdruck einer protestantischen „nationalen Sozialpolitik im Ausland“ verstehen.